# Индийский трахинот
Индийский трахинот (лат. Trachinotus mookalee) — вид лучепёрых рыб семейства ставридовых. Максимальная длина тела 90 см, максимальная зарегистрированная масса 8,1 кг. Распространены в Индо-Тихоокеанской области. Взрослые особи обитают на мелководье в прибрежных водах. Безвредны для человека, существованию вида ничто не угрожает. Служат объектом мелкого коммерческого промысла и спортивной рыбалки.